# 山田乙三
山田乙三（日语：／ Yamada Otozō，1881年11月6日—1965年7月18日），生于日本长野县的武士家庭，日本帝国时代的陆军大将，关东军的最后一位司令官兼日本驻满洲国特命全权大使。

## 生平
1902年毕业于日本陆军士官学校，被授予少尉军衔，任第三骑兵联队小队长。1904年，参加日俄战争。
1912年，山田乙三从日本陆军大学毕业后，历任第二十六骑兵团团长、陆军大学教官、陆军骑兵学校教务部长、骑兵第四旅团旅团长、陆军交通学校校长、陆军士官学校校长、关东军第十二师团师团长、关东军第3军司令官……1930年晋升少将，1934年晋升中将，1938年晋升陆军大将。

### 年譜
- 1901年（明治34年）5月 陸軍中央幼年學校畢業。
- 1902年（明治35年）11月 日本陸軍士官學校畢業。
- 1903年（明治36年）6月 陸軍少尉。騎兵第3聯隊任職。
- 1905年（明治38年）2月 陸軍中尉。日本陸軍士官學校教官。
- 1912年（大正元年）
  - 9月 陸軍大尉。
  - 11月 日本陸軍大學校卒業。騎兵第3聯隊中隊長。
- 1913年（大正2年）8月 參謀本部員。
- 1918年（大正7年）6月 陸軍少佐。陸軍騎兵学校教官。
- 1922年（大正11年）8月 陸軍中佐。騎兵監部人員。
- 1924年（大正13年）2月 騎兵第26聯隊隊長。
- 1925年（大正14年）8月 陸軍大佐。
- 1926年（大正15年）3月 朝鮮軍參謀。
- 1927年（昭和2年）7月 參謀本部通信課長。
- 1930年（昭和5年）8月 陸軍少將。陸軍騎兵學校教育部長。
- 1931年（昭和6年）8月 騎兵第4旅團長。
- 1932年（昭和7年）8月 日本陸軍通信學校校長。
- 1933年（昭和8年）8月 參謀本部第3部長。
- 1934年（昭和9年）8月 陸軍中將。參謀本部總務部長。
- 1935年（昭和10年）
  - 8月 兼參謀本部第3部長。
  - 12月 日本陸軍士官學校校長。
- 1937年（昭和12年）3月 第12師團長。
- 1938年（昭和13年）
  - 1月 第3軍司令官。
  - 12月中支那派遣軍司令官。
- 1939年（昭和14年）10月 教育總監兼軍事參議官。
- 1940年（昭和15年）8月 陸軍大将。
  - 10月 免兼。
- 1941年（昭和16年）7月 兼防衛總司令官。
  - 12月 免兼。
- 1944年（昭和19年）7月 関東軍總司令官。
- 1945年（昭和20年）8月15日 投降。
- 1965年（昭和40年）7月18日 死去。

### 满洲国時期的任務
山田乙三指挥手下对所辖地区进行经济掠夺，以贯彻“以战养战”的侵略战争给养策略：
1. 指使滿洲國政府巧立名目、层层加派、增加捐税。
2. 贯彻“交储蓄金”政策，强迫农民每人将每年收入的30%交储蓄金，然而有储无取，被視為抢劫。

### 山田乙三与细菌战
山田十分赞同“日本没有充分的五金矿藏及其他制造武器所必需的原料，所以日本务必寻求新式武器，而细菌武器便是其中的一种”的主张，十分重视细菌武器的生产，专门听取了第七三一细菌部队头目之一关东军医务处处长冢隆二和第一〇〇细菌部队头目之一高桥隆笃关于细菌战的汇报，并亲自视察七三一部队的各个部门。视察后夸奖该部队细菌研究工作及制造细菌武器的能力：“我相信第七三一部队的生产能力足以供应在大规模战争中使用细菌武器。”
苏军攻入东北后，山田命令七三一部队和一〇〇部队将贵重仪器和机密资料全部转移到朝鲜南部，销毁所有可能暴露关东军准备细菌战的罪证。

### 反抗苏军
1945年，日军在各个战场节节败退，处境岌岌可危。1945年6月4日，日军参谋总长梅津美治郎在大连召开军事会议传达日军大本营“关于大陆作战命令”，山田乙三和冈村宁次作了军情汇报，会上具体筹备对苏防御作战。6月14日，山田乙三在新京（长春）召集下属军官的军事会议制订“关东军对苏联作战计划”。6月发布《关东军战斗教令》。山田打算经过周密部署和作战准备，对苏持久作战，保住满洲国的殖民成果。可是当苏联红军1945年8月9日凌晨零时发起围歼关东军的战役后，山田乙三所精心部署的防御却倾刻之间全面崩溃，整个部署被打乱，部队被割裂，失去统一指挥。
19日起，关东军缴械投降，山田所率领的昔日号称“皇军之花”的关东军向苏军投降的有：将领148人，校以下军官和士兵59.4万人。关东军司令官山田乙三投降后，被押往西伯利亚赤塔市郊的莫洛阔夫卡，后转移到伯力特别收容所。

## 对战争罪行的审判
1949年12月6日，苏联滨海军区特别军事法庭审判山田乙三等12名日本细菌战战犯，12月16日，签署起诉书：建立731部队和100部队；在活人身上进行细菌试验；在侵华战争中使用细菌武器；加紧准备对苏的细菌战。1949年12月25日上午，苏联滨海军区军事法庭在远东伯力公审山田乙三等12名细菌战战犯，检查官斯米尔诺夫宣读《起诉书》：
山田乙三自1944年起至日本投降时止，以日本关东军总司令资格领导过第七三一和第一〇〇两个特种部队准备细菌战争的活动。在此期间，山田本人或委托司令部负责军官巡视过该部队，多次听取该部队部队长的报告，极力设法使此种部队经常处于备战状态。被告山田从亲身视察及细菌部队指挥官报告中，熟知对活人进行罪恶实验的情形，并且鼓励过此种暴行。因此，山田应对用传染致命细菌法惨杀成千人命的野蛮屠杀行为负责。
山田乙三对这些罪行供认不讳：“我承认应对各部队在我任关东军总司令一职时期……为准备细菌战而犯下的一切罪行负责任。”12月30日下午法庭判处山田乙三25年徒刑，拘留劳动感化营。1956年12月，苏日恢复邦交后，苏联政府释放他回日本。
山田乙三1965年7月18日在日本病逝，享年84歲。

### 引用
1. ↑  王辅. . 沈阳: 辽宁人民出版社. 2015: 2419. ISBN 978-7-205-08145-4.